# Café Slavia
Café Slavia – kawiarnia w Pradze, znajdująca się na rogu Smetanovo nábřeží i ulicy Národní naprzeciwko Teatru Narodowego.

## Historia
W latach 1861–1863 hrabia Leopold Lažanský postawił na Starym Mieście w Pradze neorenesansowy trzypiętrowy pałac, nazywany odtąd Pałacem Lažanských. 30 sierpnia 1884 na parterze Pałacu otwarto kawiarnię, która otrzymała nazwę Slavia. Kawiarnia powstała wkrótce po inauguracji Teatru Narodowego i miała służyć osobom planującym wizytę w teatrze.
Od początku swojego istnienia stała się miejscem przyciągającym pisarzy i artystów, którzy w kawiarni prowadzili długie dyskusje ideowe. Do grona stałych bywalców kawiarni należeli: kompozytor Bedřich Smetana, aktor Jindřich Mošna, poeta Jaroslav Seifert, pisarz Vítězslav Nezval, a także Josef Čapek.
W okresie międzywojennym wnętrze kawiarni dostosowano do stylu francuskiego art déco. Ciemne, drewniane stoły, krzesła firmy Tonet, a także pokryte zielonym marmurem ściany stały się wizytówką kawiarni, której wystrój nie uległ zmianie aż do czasów współczesnych.
Drugą młodość Café Slavia przeżyła w okresie komunizmu, kiedy zbierali się w niej prascy dysydenci. Stałym bywalcem kawiarni był późniejszy prezydent Czech Václav Havel (miał tam swój ulubiony stolik pod oknem z widokiem na zamek praski), pisarz Václav Černý i poeta Jiří Kolář. W 1992 kawiarnia została zamknięta z powodu problemów własnościowych i otwarta ponownie w 1997. Do 1997 na ścianie kawiarni wisiał obraz przedstawiający Slawię, matkę Słowian. Obraz został jednak przeniesiony do galerii sztuki, a jego miejsce zajęła kopia obrazu Viktora Olivy Pijak absyntu.

## Café Slavia w kulturze
W roku 1985 ukazała się powieść Oty Filipa pt. Kavárna Slavia.